# Europäische Musikakademie Bonn
Die Europäische Musikakademie Bonn e.V (EMB) war ein 1987 von Bürgern der Stadt Bonn gegründeter Verein zur Förderung begabter Nachwuchsmusiker. Aufgrund der Kürzung öffentlicher Zuschüsse musste die Akademie im Juni 2012 geschlossen werden.
Die Akademie mit Sitz in Bad Godesberg (Bonn) wurde ins Leben gerufen, um hervorragende musikalische Talente aus ganz Europa zu fördern. Durch Meisterkurse mit namhaften Dozenten wurden im Lauf der Jahre mehr als 300 junge Musiker zwischen 16 und 25 Jahren gefördert. Schwerpunkt der jährlich im Frühjahr abgehaltenen Kurse waren immer abwechselnd Gesang und Instrumentenspiel. Die Kurse waren grundsätzlich kostenfrei. 
Aus einer Initiative der Europäischen Musikakademie entstand auch die Rheinische Streicherakademie, die unter anderem mit Mitteln des Landes Nordrhein-Westfalen gefördert wurde und in der Villa Prieger stattfand.
Letzter Vorsitzender der EMB war seit Anfang 2010 der polnische Komponist Krzysztof Meyer. 